# Pedró de les Rates
El Pedró de les Rates és una muntanya de 1.447 metres que es troba al municipi de Castellar de n'Hug, a la comarca catalana del Berguedà.